# 麻生実男
麻生 実男（あそう じつお、1937年12月17日 - 1991年11月22日）は、広島県福山市出身（出生地は旧満州）で、主に1960年代前半に活躍したプロ野球選手（内野手）である。右投げ右打ち。
1960年の大洋ホエールズV1戦士の一人で、勝負どころで快打を連発し、大洋のセ・リーグ初優勝に貢献した。

## 経歴
1937年（昭和12年）12月17日、旧満州に生まれ、1944年に福山市に移る。盈進商業高等学校（現・盈進高等学校）では、1954年に秋季中国大会まで進むが、1回戦で倉吉東高に敗れる。翌1955年春季山陽大会でも1回戦で防府商に完封負け。高校同期に神原隆彦、石川恵也がいた。
卒業後は倉敷レイヨンに入社。1957年の都市対抗にチーム初出場。1回戦では川島紡績を延長16回の末に降し、日本生命との2回戦では伊藤芳明から2点本塁打を放つなど5打点の活躍で勝ち上がる。準々決勝に進むが、熊谷組の森永勝治に先制打を許し、リリーフ・大沢貞義の好投に0-5と抑えられ敗退。同年にデトロイトで開催された第3回世界野球大会に森永らとともに社会人野球日本代表として出場、日本の優勝に貢献した。
1959年に、当時の大洋ホエールズに入団。新人ながら開幕から遊撃手、一番打者として起用される。ミートが上手く岩本堯とともにチャンスメーカーとして活躍するが、守備に難があり27失策。このため1960年に監督に就任した三原脩から「お前の守りで金は取れないがバットなら金になる」と得意の打撃を活かすよう助言される。「三原魔術」・「超二流選手」を体現する一人。打ち出した“分業システム”で開幕当初は攻撃重視の遊撃手として先発で起用された。守備重視の場合は岩岡保宏や浜中祥和が遊撃手に入った。6月に近鉄バファローから鈴木武が移籍してからは、主に代打の切り札として起用され大洋初優勝に貢献した。シーズン通算打率が.254に対して代打率.308とレギュラー起用時よりも打率が跳ね上がり「元祖・代打専門選手」と呼ばれた。しかし同年の大毎オリオンズとの日本シリーズでは4連勝したこともあり、第2戦で1打席に代打で起用されたのみにとどまる。その後も代打では無類の勝負強さを発揮し、1962年には代打専門としては史上初めてオールスターゲームに出場している。当時中日ドラゴンズ監督だった杉下茂は、「ショートで出ている時と目つきが違っていた。代打で麻生が出ると独特のオーラがあり、投手は震え上がった」と語っている。
タイ・カッブ型グリップを2つ重ねた独特のグリップエンドのバットを使用。ケージに立てかけていたこのバットに三原が目を留め、代打専門を思いついたといわれる。美津和タイガー野球博物館に実物が保存されている。
1966年にサンケイアトムズに移籍し、同年引退。
郷里・福山に戻り健康飲料会社を経営したが失敗。その後は岡山に移り、西大寺で保険のセールスマンとして勤める傍ら、リトルリーグの指導を続けた。
1991年11月22日、心不全のため死去。享年53。

## 人物
当時としては珍しい打力のある攻撃型ショートだったが、先述の通り守備に難があった上に弱肩であったため、監督の三原によって代打専門を命じられる事になった。三原マジックとして語られる以下のような逸話がある。1点リードされて8回裏、三原は守備の上手くない麻生を代打に送り、そのまま9回表の守備に付かせた。エラーする可能性があったが、三原は9回裏に同点としてツーアウト満塁になるとちょうど麻生に回ってくると計算していた。するとその通りの展開に。麻生がサヨナラヒットを放ちチームは劇的勝利した。

## 詳細情報

### 年度別打撃成績
| 年 度     | 球 団     | 試 合 | 打 席 | 打 数 | 得 点 | 安 打 | 二 塁 打 | 三 塁 打 | 本 塁 打 | 塁 打 | 打 点 | 盗 塁 | 盗 塁 死 | 犠 打 | 犠 飛 | 四 球 | 敬 遠 | 死 球 | 三 振 | 併 殺 打 | 打 率 | 出 塁 率 | 長 打 率 | O P S |
| --------- | --------- | ----- | ----- | ----- | ----- | ----- | -------- | -------- | -------- | ----- | ----- | ----- | -------- | ----- | ----- | ----- | ----- | ----- | ----- | -------- | ----- | -------- | -------- | ----- |
| 1959      | 大洋      | 103   | 391   | 364   | 36    | 84    | 16       | 3        | 4        | 118   | 23    | 4     | 6        | 4     | 2     | 18    | 0     | 2     | 48    | 7        | .231  | .271     | .324     | .595  |
| 1960      | 大洋      | 92    | 146   | 138   | 8     | 35    | 7        | 1        | 1        | 47    | 17    | 0     | 0        | 0     | 2     | 6     | 2     | 0     | 23    | 4        | .254  | .285     | .341     | .625  |
| 1961      | 大洋      | 71    | 83    | 79    | 3     | 16    | 4        | 0        | 1        | 23    | 9     | 1     | 0        | 0     | 2     | 2     | 1     | 0     | 18    | 4        | .203  | .222     | .291     | .513  |
| 1962      | 大洋      | 87    | 89    | 85    | 5     | 16    | 6        | 0        | 3        | 31    | 12    | 0     | 0        | 0     | 0     | 4     | 2     | 0     | 17    | 7        | .188  | .225     | .365     | .589  |
| 1963      | 大洋      | 48    | 50    | 46    | 1     | 7     | 0        | 0        | 1        | 10    | 3     | 0     | 0        | 0     | 1     | 3     | 0     | 0     | 5     | 3        | .152  | .204     | .217     | .421  |
| 1964      | 大洋      | 33    | 32    | 32    | 0     | 5     | 1        | 0        | 0        | 6     | 1     | 0     | 0        | 0     | 0     | 0     | 0     | 0     | 8     | 1        | .156  | .156     | .188     | .344  |
| 1965      | 大洋      | 58    | 68    | 66    | 6     | 15    | 3        | 1        | 0        | 20    | 6     | 2     | 0        | 0     | 1     | 1     | 1     | 0     | 8     | 1        | .227  | .239     | .303     | .542  |
| 1966      | サンケイ  | 31    | 36    | 36    | 2     | 5     | 0        | 0        | 1        | 8     | 8     | 0     | 0        | 0     | 0     | 0     | 0     | 0     | 5     | 1        | .139  | .139     | .222     | .361  |
| 通算：8年 | 通算：8年 | 523   | 895   | 846   | 61    | 183   | 37       | 5        | 11       | 263   | 79    | 7     | 6        | 4     | 8     | 34    | 6     | 2     | 132   | 28       | .216  | .248     | .311     | .559  |

大洋が初優勝した1960年は特に巨人戦で打ち、代打率.577を記録。サヨナラ犠飛も記録している

### 記録
- オールスターゲーム出場：1回 （1962年）

### 背番号
- 12 （1959年 - 1965年）
- 10 （1966年）